# Rdzawobrzuch
Rdzawobrzuch (Lophotriorchis kienerii) – gatunek drapieżnego ptaka z rodziny jastrzębiowatych (Accipitridae), występujący w zalesionych regionach tropikalnej Azji. Bliski zagrożenia wyginięciem. Stosunkowo niewielki w porównaniu do orłów i kontrastowo ubarwiony podobnie jak sokół, był klasyfikowany w rodzaju Hieraaetus, a czasami Aquila, ale uznano, że jest na tyle odrębny, by należeć do osobnego rodzaju.

## Taksonomia i systematyka

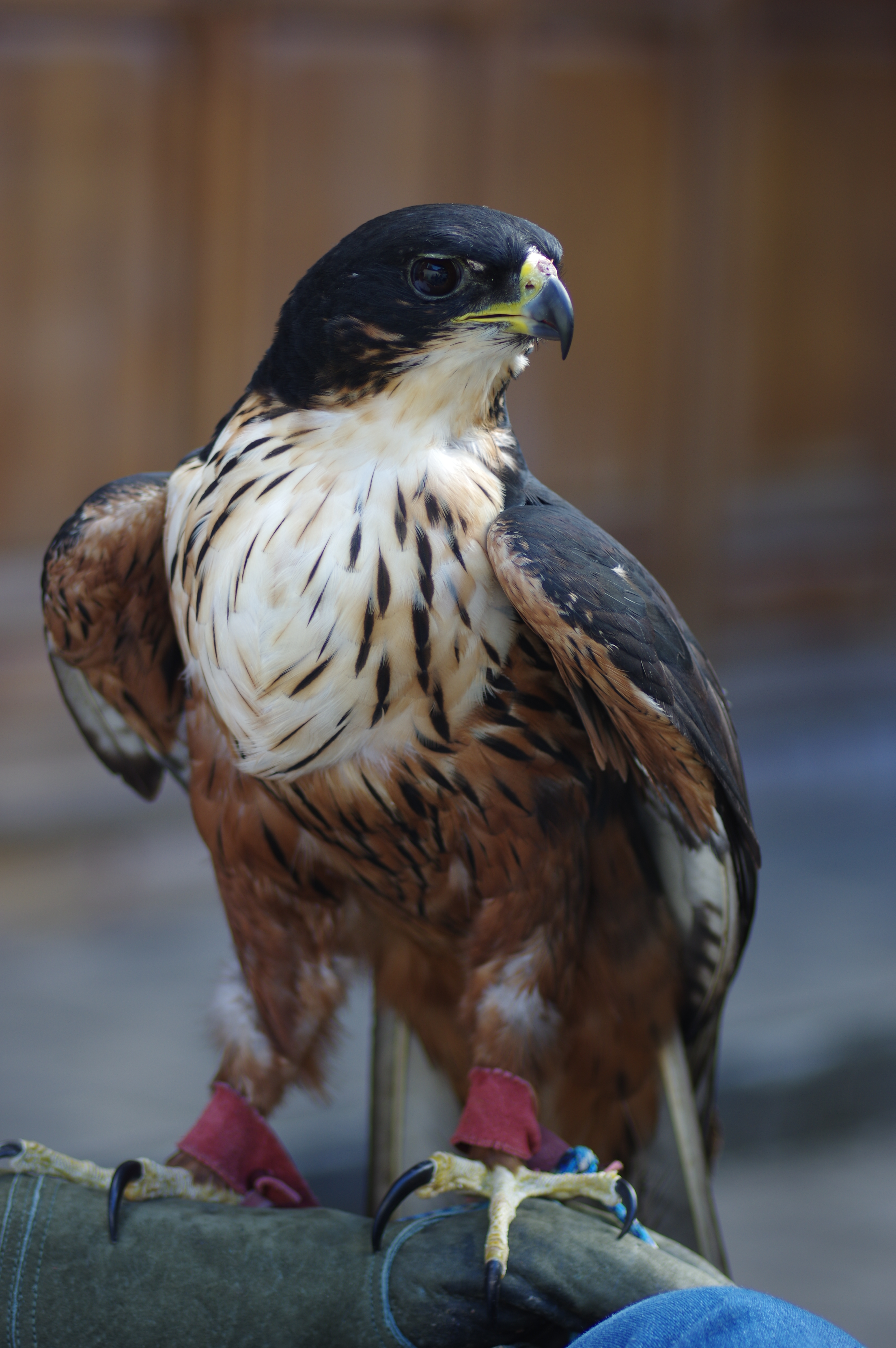
Dorosły rdzawobrzuch w niewoli

Gatunek ten został opisany w 1835 roku jako Astur Kienerii na podstawie okazu z Himalajów. Autor opisu podpisał się inicjałami G.S. i przez wiele lat istniały rozbieżności co do jego tożsamości – uznawano, że był nim Louis Ernest Gustave de Sparre, Étienne Geoffroy Saint-Hilaire lub jego syn Isidore Geoffroy Saint-Hilaire. Na początku XXI wieku Edward C. Dickinson ustalił, że za autora powinien być uznany de Sparre. Gatunek został przeniesiony przez Jerdona do rodzaju Limnaetus, w 1874 roku Sharpe uczynił go gatunkiem typowym rodzaju Lophotriorchis, a jeszcze później przeniesiono go do Hieraaetus, tzw. „orłów jastrzębiowatych”. Kolejne badania molekularne sugerowały, że gatunek jest na tyle odmienny, by zostać umieszczony w osobnym rodzaju, dla którego zaproponowano nazwę Kienastur. Jednak ponieważ nastąpiło to w pracy dyplomowej, to nie zostało uznane za wiążące, dodatkowo Lophotriorchis został zaproponowany znacznie wcześniej (choć pierwotnie był dzielony z wojownikiem andyjskim, który obecnie jest umieszczony w Spizaetus).
W obrębie jego rozległego zasięgu wyróżnia się dwa podgatunki, choć nie ma wyraźnej różnicy w upierzeniu. Nominatywny kienerii z Indii i Sri Lanki (północne ptaki są większe) i formosus opisany przez Erwina Stresemanna w 1924, który jest szeroko rozpowszechniony w prawie całej Azji Południowo-Wschodniej od Mjanmy po Celebes.

## Morfologia
Dorosłe rdzawobrzuchy wyróżniają się charakterystycznym upierzeniem. Mają czarny kaptur z krótkim czubem. Kasztanowe podbrzusze i pokrywy skrzydeł kontrastują z bielą na gardle i piersi. Płcie są prawie nie do odróżnienia w upierzeniu, ale samice są nieco większe i mają więcej czerni na głowie. Grzędują w mocno wyprostowanej pozycji, a końcówka skrzydła prawie sięga ogona. Skok jest w pełni opierzony. Osobniki młodociane mają bardzo białe podogonie z ciemnymi oznaczeniami na bokach ciała, głowie i krawędziach pokryw podskrzydłowych. Mogą sprawiać wrażenie podobnych do orzełków włochatych (Aquila pennata). Widoczne w locie upierzenie podskrzydłowe jest ciemne, a większe pokrywy czarne. Pióra lotne są delikatnie pręgowane z czarnym brzegiem. Ogon jest ciemny i pręgowany.
Długość ciała: 46–61 cm, rozpiętość skrzydeł 105–140 cm; średnia masa ciała: samce 733 g, samice 800 g.

## Rozmieszczenie i siedlisko

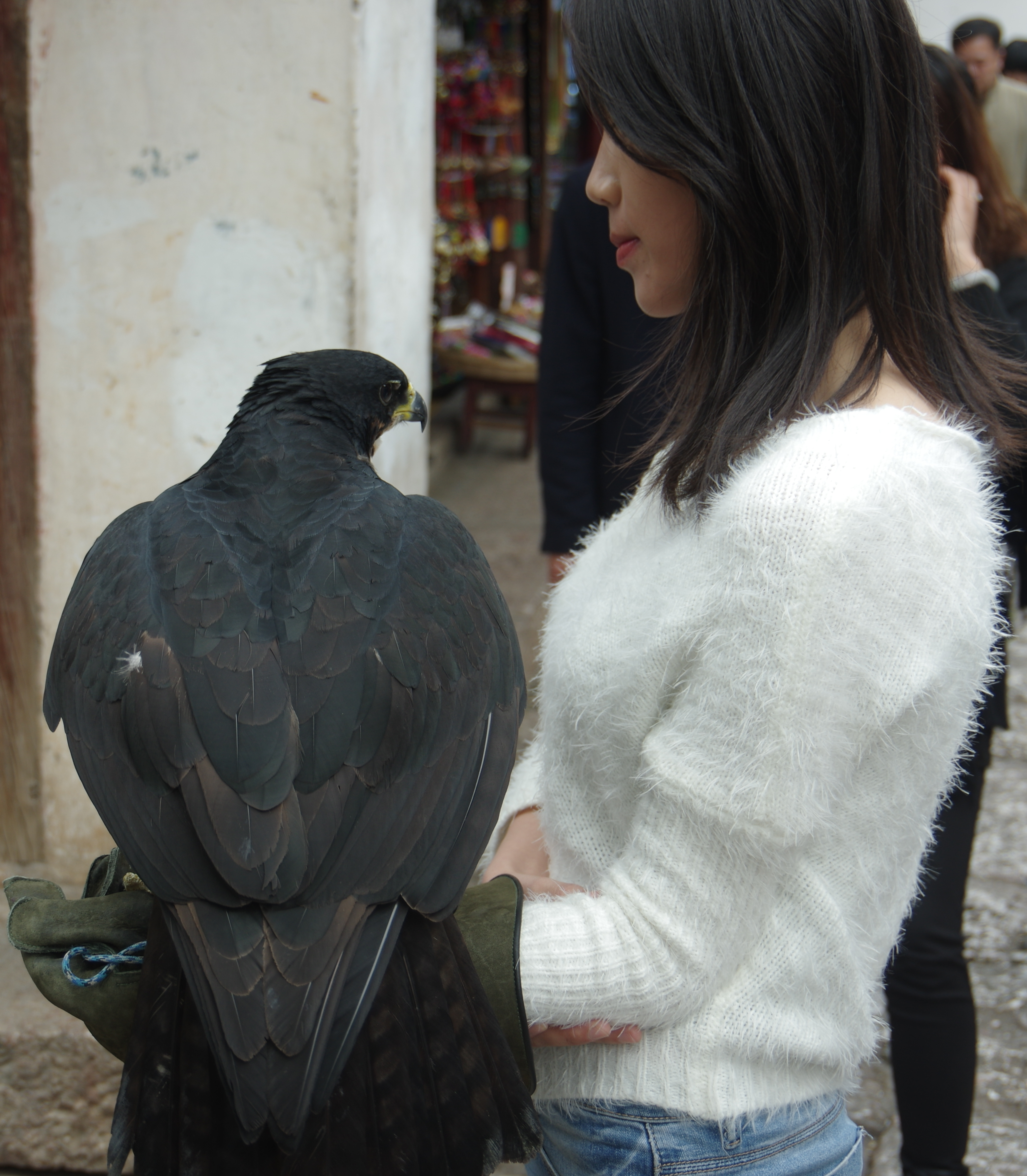

Rdzawobrzuch występuje w południowej i południowo-wschodniej Azji – od południowo-zachodnich i północnych Indii, Nepalu i Sri Lanki po Filipiny i Indonezję (Wielkie i Małe Wyspy Sundajskie oraz Wyspy Sula).
Gatunek ten związany jest głównie z lasami wyżynnymi. W Indiach są pospolitsze w Ghatach Zachodnich niż wzdłuż Himalajów, gdzie występują od Nepalu po Asam. Występują również w części Ghatów Wschodnich.

## Zachowanie i ekologia
Rdzawobrzuchy są zwykle widziane w locie, wznosząc się wysoko nad koronami lasów. Nurkują, aby schwytać ofiarę, którą mogą stanowić ptaki i ssaki żyjące w powietrzu, w koronach drzew lub na dnie lasu. Wśród zdobyczy odnotowano ptaki wielkości gołębia liliowego, kiśćca nepalskiego i gatunków z rodzaju Gallus. Okres lęgowy orłów przypada na zimę, a młode lęgną się wiosną, gdy gatunki stanowiące ich zdobycz również się rozmnażają. Lot tokowy obejmuje nurkowanie. Ich zawołania obejmują serię wysokich dźwięków. Gniazdują na dużym, często nagim drzewie, budując dużą platformę z suchych patyków i odłamanych przez siebie gałęzi. Gniazdo wyścielone jest zielonymi liśćmi i składane jest w nim jedno jajo. Oboje rodzice na zmianę zajmują się inkubacją, karmieniem i obroną gniazda.

## Status
W Czerwonej księdze gatunków zagrożonych IUCN rdzawobrzuch od 2018 roku jest klasyfikowany jako gatunek bliski zagrożenia (NT – Near Threatened), wcześniej miał status gatunku najmniejszej troski (LC – Least Concern). Liczebności światowej populacji nie oszacowano, ale ptak ten opisywany jest jako pospolity w Indiach (w Ghatach Zachodnich), umiarkowanie pospolity na Celebesie, rzadki na Filipinach, Jawie, w Mjanmie i Nepalu. Trend liczebności populacji oceniany jest jako spadkowy ze względu na utratę i fragmentację siedlisk leśnych.